# Avenida de Maisonnave
La avenida de Maisonnave es la calle más comercial y bulliciosa del centro de Alicante (España). La avenida se prolonga desde la plaza de Calvo Sotelo hasta la glorieta de la Estrella, y cuenta con numerosos locales comerciales, grandes almacenes y franquicias internacionales que se extienden por sus calles aledañas.

## Denominación
La avenida debe su nombre a Eleuterio Maisonnave, alcalde del primer ayuntamiento democrático de la ciudad. Es muy frecuente que el nombre de la avenida aparezca mal escrito, con una doble s («Maissonave») en lugar de una doble n.

## Descripción
Se trata de una vía de hasta cuatro carriles, dos con dirección a la glorieta de la Estrella (tres en algunos tramos) y un carril bus en sentido contrario. Dispone de amplias aceras con grandes maceteros en los que hay plantados árboles de hoja ancha. También hay bancos para sentarse en algunos puntos y unas macetas con plantas cuelgan de las farolas. Un aparcamiento subterráneo atraviesa toda la avenida.
Es una avenida eminentemente comercial. Cuenta con comercios de diversos grupos empresariales (como Inditex o Cortefiel entre otros), dos edificios de El Corte Inglés (uno en cada extremo de la calle), bancos y locales de tapeo. Un estudio realizado en 2006 por una consultora inmobiliaria la consideraba como la sexta avenida comercial más cara de España, con un precio por metro cuadrado de 1440 euros. Se ha considerado su peatonalización en alguna ocasión.